# Vlajka Kyrgyzstánu

Kyrgyzská vlajka
Poměr stran: 3:5

Vlajka Kyrgyzstánu je tvořena červeným listem o poměru stran 3:5 se žlutým emblémem v jejím středu. Ten je tvořený horní částí jurty, vložené do slunce se čtyřiceti paprsky.
Horní část jurty, nazývaná tjundjuk, symbolizuje pohostinnost a upřímnost. Červená barva připomíná barvu praporu, pod kterým bojoval legendární hrdina Manas.
Poslední drobná úprava (narovnání paprsků slunce a navýšení počtu lamel v tjundjuku) byla schválena 22. prosince 2023.

## Historie
Až do vyhlášení svazové republiky v roce 1936 neužíval Kyrgyzstán vlastní vlajku. V roce 1937 byla zavedená vlajka, která nesla dva nápisy. Latinkou napsané (Kyrgyz SSR) a ruskou cyrilicí napsané (Kirgizskaja SSR). Ve 40. letech 20. století se i kyrgyzský nápis začal psát azbukou.
Dne 22. prosince 1952 zavedla Kyrgyzská SSR stejně jako všechny ostatní svazové republiky novou vlajku, odvozenou z vlajky Sovětského svazu. V jejím levém horním rohu se nacházel malý žlutý srp s kladivem a pěticípou hvězdou, v jejím středu potom dva širší modré pruhy a mezi nima jeden slabší bílý, vše na červeném podkladě.

Vlajka Kyrgyzské SSR (40' leta-1952) Poměr stran: 1:2
Vlajka Kyrgyzské SSR (1952–1991) Poměr stran: 1:2
Vlajka Kyrgyzské SSR (1952–1991) (rubová strana)
Kyrgyzská vlajka (1991–1992) Poměr stran: 1:2

Vlajka samostatného Kyrgyzstánu vznikla až půl roku po vyhlášení nezávislosti, schválena byla 3. března 1992 na 8. zasedání Nejvyšší rady Kyrgyzstánu. Poprvé byla vztyčena 5. března na vládním sídle v Biškeku. Autorem vlajky je poslanec Žogorku Kenešinin. Emblém v jejím středu je tvořen tjundjukem – vrchní kopulí jurty vložené do slunce se čtyřiceti paprsky. Červená barva jakožto podklad (a barva starodávné vlajky bájného Manase) představuje smělost a odvahu, zlaté slunce, které se koupe ve svých paprscích, klid a bohatství (40 paprsků symbolizuje 40 kyrgyzských sjednocených kmenů, a jurta je symbolem rodného domu v širším smyslu slova, je symbolem bratrství mezi národy, které žijí společně v jednom státě.

Kyrgyzská vlajka (1992–2023) Poměr stran: 1:2

20. prosince 2023 přijala Nejvyšší rada Kyrgyzstánu (parlament) zákon, kterým změnila vzhled státní vlajky. Zakon podepsal prezident Sadyr Žaparov 22. prosince 2023, a vstoupil tím v platnost. Vlajka v novém symbolu změnila Slunce, které mělo předtím zvlněné sluneční paprsky, evokující okvětní lístky slunečnice. Počet lamel v tundžuku byl zvýšen na čtyři.

## Vlajka kyrgyzského prezidenta
V březnu 2005 proběhla v Kyrgyzstánu tzv. Tulipánová revoluce, jejímž důsledkem bylo svržení dosavadního prezidenta Askara Akajeva a jmenování nového – dosavadního předsedy Lidového hnutí Kyrgyzstánu Kurmanbeka Bakijeva. Při jeho inauguraci byla 14. srpna 2005 poprvé užita prezidentská vlajka. Vlajka byla zhotovena na základě prezidentského dekretu z 11. července 2005.
Je tvořena červeným listem o poměru stran 3:5 s uprostřed umístěnou žluto-zlatou prezidentskou pečetí, o průměru ⅗ šířky vlajky. Pečeť tvoří stylizovaný státní znak, kolem kterého je na červeném, žlutě lemovaném mezikruží žlutý opis КЫРГЫЗ РЕСПУБЛИКАСЫНЫН ПРЕЗИДЕНТИ (česky Prezident Kyrgyzské republiky) v kyrgyzštině. Velikost písmen 
odpovídá ⅐ průměru pečeti.

Vlajka kyrgyzského prezidenta Poměr stran: 3:5

## Vlajky kyrgyzských oblastí

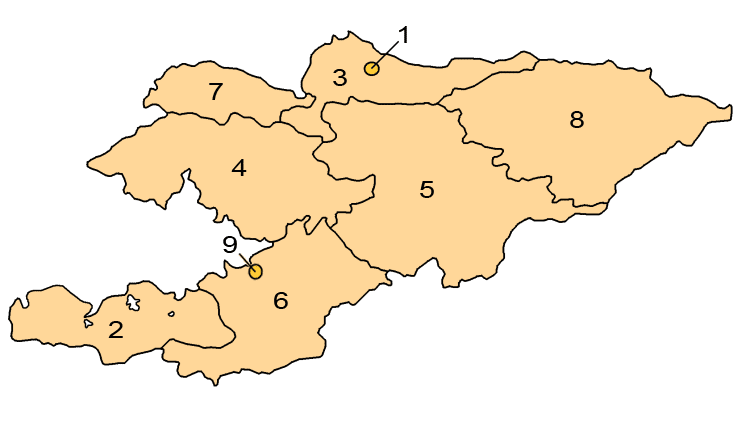
Kyrgyzské oblasti

Kyrgyzstán se člení na 7 oblastí a 2 samosprávná města.

Hlavní město Biškek (1) Poměr stran: 2:3
Batkenská oblast (2) Poměr stran: 1:2
Čujská oblast (3) Poměr stran: 1:2
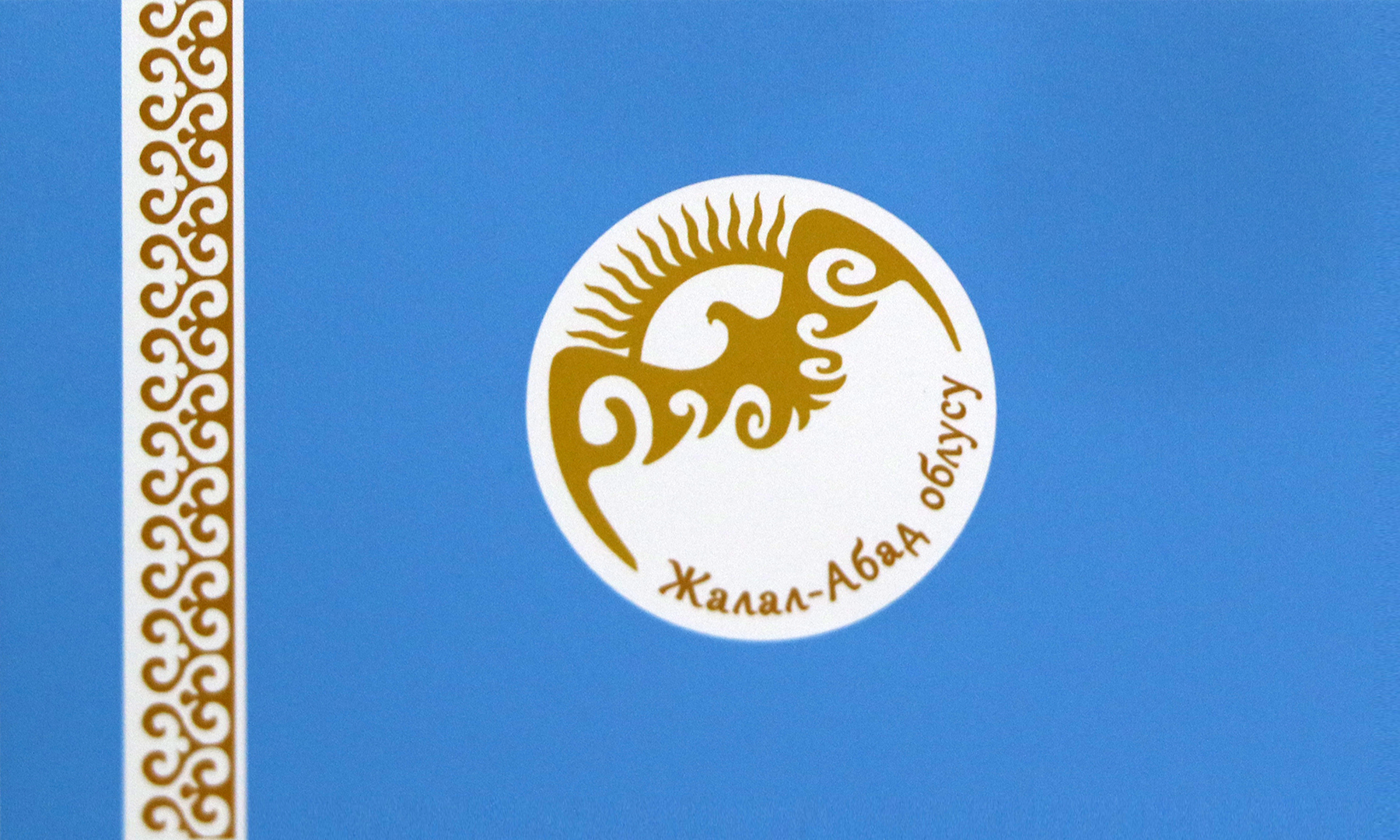
Džalalabádská oblast (4) Poměr stran: 3:5
Narynská oblast (5) Poměr stran: 2:3
Ošská oblast a město Oš a (6 a 9) (stejné symboly)
Talaská oblast (7) Poměr stran: 1:2
Issykkulská oblast (8) Poměr stran: ~7:1